# The Wave
The Wave hullámformájú homokkő alakzat Arizona és Utah határán az Amerikai Egyesült Államokban, a Paria Canyon-Vermilion Cliffs vadonban.
A The Wave tengerszint feletti magassága 1593 méter.
Ez a sziklaformáció híres és kedvelt a fotósok és a kirándulók körében.

## Geológia
A hullámformájú sziklaalakzat a Jura időszakban alakult ki a Navajo Homokkő vidéken. Két teknő alakú szikla formáció alakítja a hullámformájú képződmény fő részét, melyek méretei 19 x 36 m és 2 x 16 m. Az alakzatot korábban az esővíz formálta, ma már a szél eróziós hatása a domináns, ami az eróziós lépcsők irányultságából következtethető.
A hullámalakzat ritmikus és ciklikus bordákból áll, melyek az erózió során jöttek létre. Ezek a bordák különböző nagyságúak és törékenyek, ezért a kirándulóknak óvatosan kell ezeken a bordákon járniuk, nehogy letörjenek.
A Navajo homokkő területén a kőzetben dinoszauruszok és más egykor élt élőlények (bogarak, stb.) nyomait találtak.

## Turista információk
Fényképezéshez a déli órák az ideálisak, mivel ekkor nincs árnyék a hullámforma közepén, azonban a kora reggeli és késő délutáni órákban is jó képeket lehet készíteni.
Esőzés után számos kis, vízzel teli medence alakul ki, melyben kis rákocskák és ebihalak élnek. A medencék néhány napig maradnak meg.
A The Wave-től kissé nyugatra található a „Második hullám”, mely elmosódott, pasztell színeivel szintén kedvelt kirándulóhely.
A The Wave a Paria Canyon-Vermilion Cliffs vadonban található. A felügyeletet a Bureau of Land Management(BLM) nevű szervezet látja el.  A látogatáshoz egy napra szóló engedély szükséges a BLM-től.
A ’The Wave’ a US 89-es úton érhető el Page városából.

## További Információk
- https://www.google.hu/search?q=the+wave&sa=X&rlz=1W1ADRA_hu&tbm=isch&tbo=u&source=univ&ei=P9ChUY-zHqiH4ATK_IHoAw&ved=0CE8QsAQ&biw=853&bih=505%5B%5D

## Képgaléria

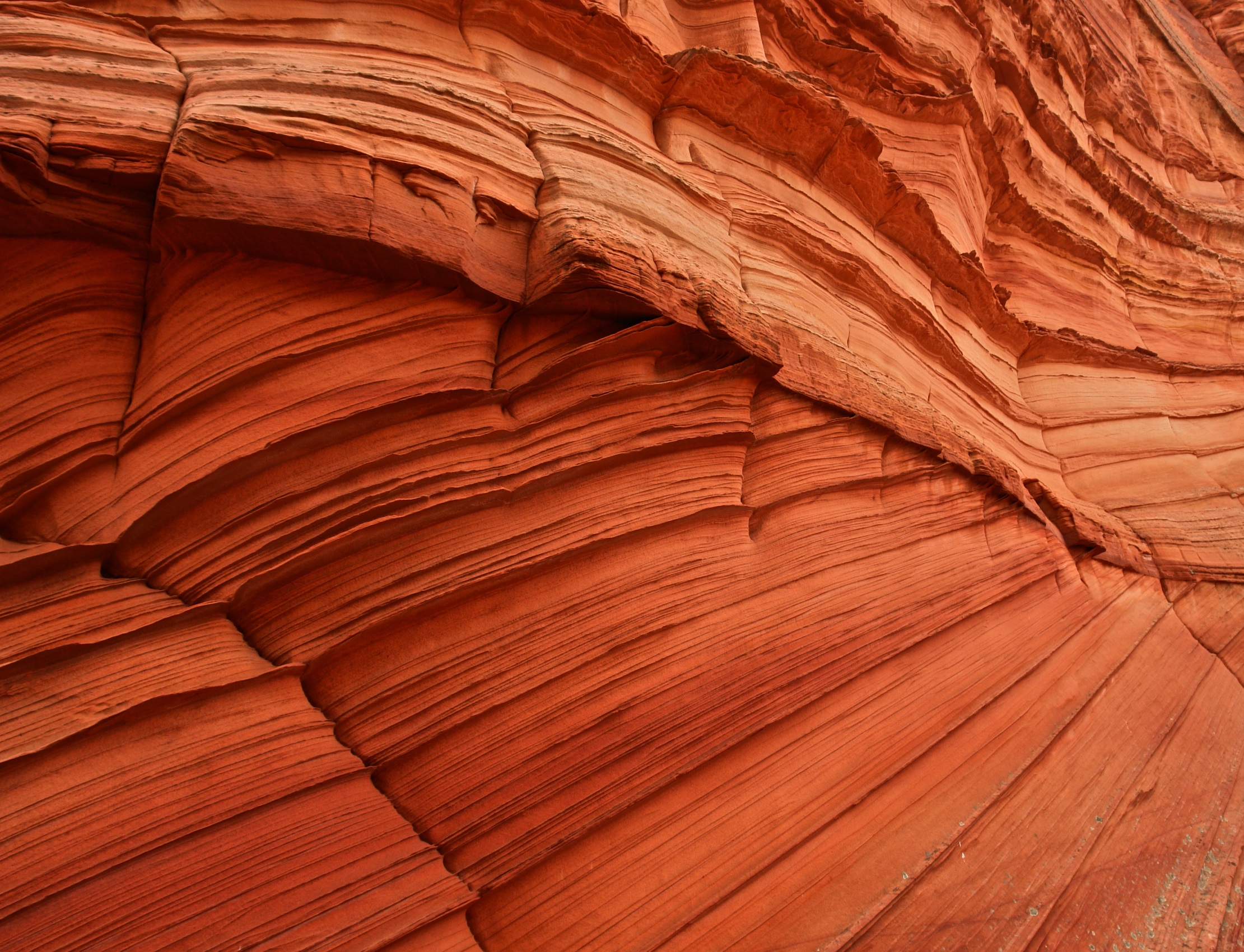
The Wave, részlet

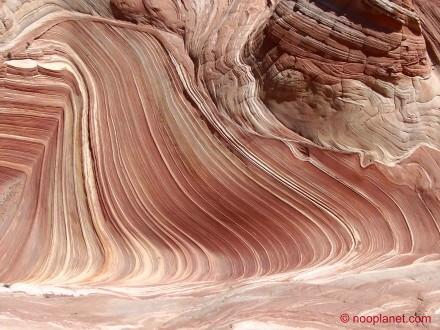
The Wave, részlet